# St.-Johannis-Kirche (Herpf)

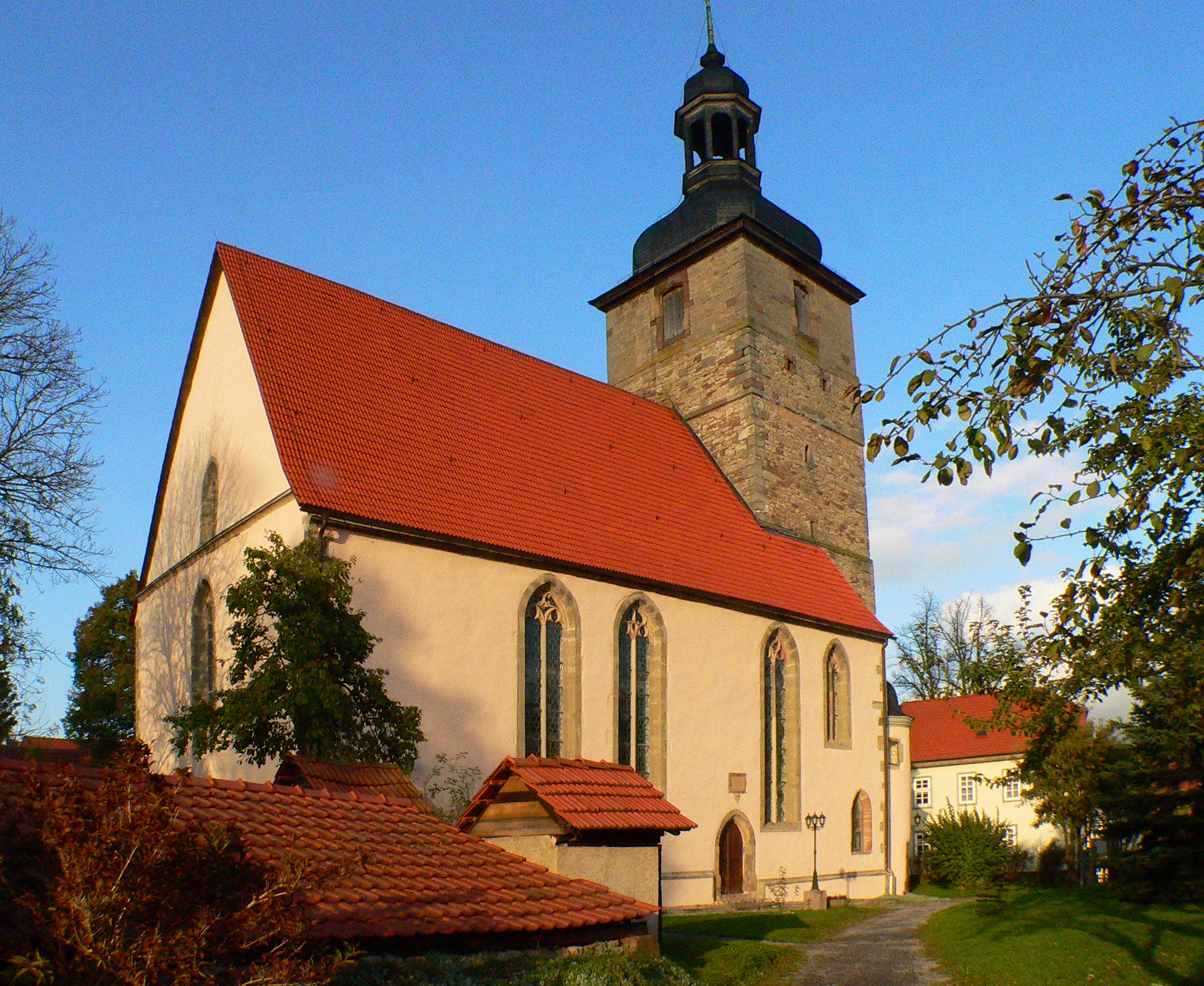
Pfarrkirche St. Johannis in Herpf

Die St.-Johannis-Kirche ist die evangelisch-lutherische Pfarrkirche der Kirchengemeinde in Herpf, einem Ortsteil der südthüringischen Kreisstadt Meiningen. Die Kirche gehört zum Pfarramt Stepfershausen im Kirchenkreis Meiningen der Evangelischen Kirche in Mitteldeutschland (EKM).

## Geschichte
Die Kirche entstand im 15. Jahrhundert und wird in einer Schenkungsurkunde von 1474 als St.-Johannis-Kirche genannt. Sie steht im Zentrum einer mittelalterlichen Dorfbefestigung, deren aus dem 13. Jahrhundert stammenden Bergfried man zum Kirchturm umbaute und mit einem Kirchenraum erweiterte. Von 1611 bis 1620 wurde der Kirchenraum durch einen Saalbau ersetzt. Eine Bauinschrift über dem Südeingang zeigt die Namen ihrer Architekten, Hans Tholl und Hans Motz. 1963 fand eine Renovierung des Kircheninneren statt. Den vergoldeten Turmknopf sowie die darüber befindliche Wetterfahne auf dem 46 Meter hohen Kirchturm sanierte Restaurator Michael Neumann 2011.

Innenraum-Panorama

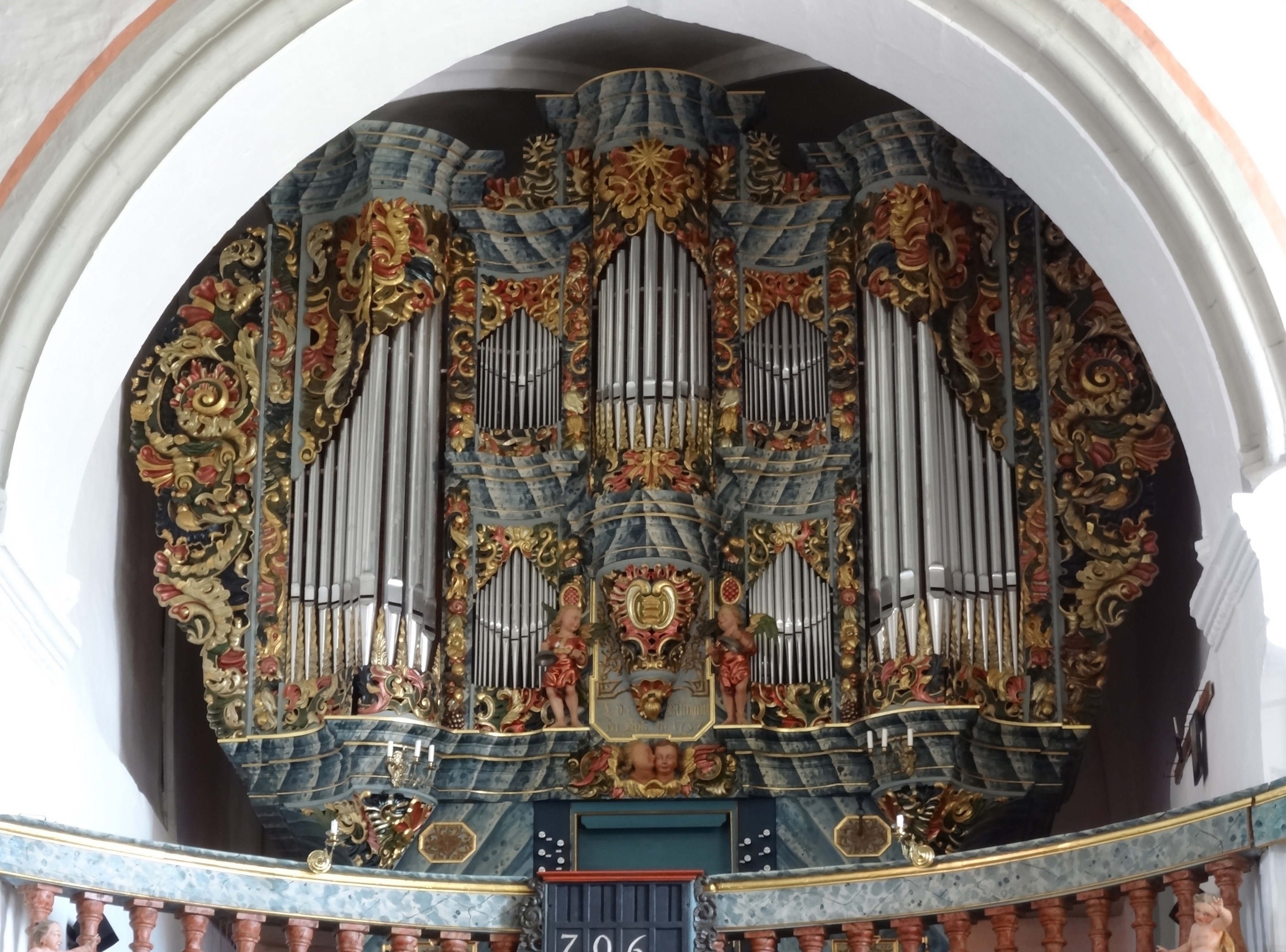
Rommel-Orgel

## Kirchenraum
Den Kirchenraum überspannt ein hölzernes bemaltes Tonnengewölbe. Die an drei Seiten umlaufenden zweigeschossigen Emporen mit aufwendiger Emporenmalerei werden von hölzernen runden Säulen getragen und stammen – wie die Kanzel – aus der Entstehungszeit. Die Balkenköpfe der unteren Emporen, aber auch die Konsolen der Gurtbögen schmücken sogenannte Schwedenköpfe, geschnitzte Männer- und Frauenbüsten in Renaissancetracht. 1722, in der Zeit des Bauernbarocks, bekam der Kirchenraum weitere prächtige Ausstattungen und der im Sockel des Turms befindliche Chorraum einen mit Figuren geschmückten Altar.

### Orgel
Eine Vorgänger-Orgel aus dem Jahre 1668 von Johann Moritz Weise (1632–1704, Gotha) gelangte 1760 nach Seeba (Rhönblick), neu aufgebaut durch Orgelbaumeister Johann Caspar Rommel (1721–1800) aus Roßdorf/Rhön. Dieser baute für Herpf ein 21 Register umfassendes barockes Instrument mit 2 Manualen und Pedal, welches 1999 durch Orgelbau Hoffmann eine Restaurierung erfuhr.
| Hauptwerk CD–c3 |         |     |
| Quintatön       | 16′     |     |
| Principal       | 08′     | (n) |
| Bordun          | 08′     |     |
| Gamba           | 08′     |     |
| Spitzflöte      | 04′     |     |
| Gedackt         | 04′     |     |
| Quinte          | 03′     |     |
| Octave          | 02′     |     |
| Sesquialtera 0  | 01 3⁄5′ |     |
| Mixtur V        | 02′     |     |

| Oberwerk CD–c3               |       |  |
| Lieblich Gedackt             | 8′    |  |
| Gemshorn                     | 8′    |  |
| Flauto Traverso              | 8′    |  |
| Principal                    | 4′    |  |
| Nachthorn                    | 4′    |  |
| Flageolet                    | 2′    |  |
| Quinte                       | 1 ⁄2′ |  |
| Mixtur III                   | 1′    |  |
| Vox humana                   | 8′    |  |
| Schalen-Glockenspiel (c1–c3) |       |  |

| Pedal C–c1 |     |     |
| Subbaß     | 16′ |     |
| Violon     | 16′ |     |
| Octavbaß0  | 8′  |     |
| Posaune    | 16′ | (n) |

- Koppeln: Oberwerk/Hauptwerk, Hauptwerk/Pedal
- Sonstiges: Tremulant, Zimbelstern
- Anmerkung:

(n) = Register von 2001